# Municipio de Woodland (Míchigan)
El municipio de Woodland (en inglés: Woodland Township) es un municipio ubicado en el condado de Barry en el estado estadounidense de Míchigan. En el año 2010 tenía una población de 2047 habitantes y una densidad poblacional de 0,02 personas por km².

## Geografía
El municipio de Woodland se encuentra ubicado en las coordenadas 42°43′36″N 85°7′59″O / 42.72667, -85.13306. Según la Oficina del Censo de los Estados Unidos, el municipio tiene una superficie total de 93 099,71 km², de la cual 91 643,68 km² corresponden a tierra firme y (1,56 %) 1455,57 km² es agua.

## Demografía
Según el censo de 2010, había 2047 personas residiendo en el municipio de Woodland. La densidad de población era de 0,02 hab./km². De los 2047 habitantes, el municipio de Woodland estaba compuesto por el 96,97 % blancos, el 0,64 % eran afroamericanos, el 0,39 % eran amerindios, el 0,54 % eran asiáticos, el 0,59 % eran de otras razas y el 0,88 % eran de una mezcla de razas. Del total de la población el 3,18 % eran hispanos o latinos de cualquier raza.